# Tage Thott
 Der er flere personer med dette navn, se Tage Thott (flertydig).
Tage Thott (født 5. september 1648 på Søfde (Sövdeborg) i Skåne, død 23. februar 1707 på Turebyholm) var en dansk gehejmeråd og amtmand.
Tage Thott, der var halvbror til Knud Thott, var født på Søfde (Sövdeborg) 5. september 1648 og har formentlig ligesom denne fået en grundig uddannelse. Efter Svenskekrigenes afslutning forblev han i Skåne, hvor han efter sin far ejede Eriksholm og Mogenstrup, og han sluttede sig til de nye magthavere og tog mod et embede som kammerherre hos den svenske enkedronning men da han i den Skånske Krig 1677 valgte at flygte til Danmark blev han fradømt ære, liv og gods i Sverige og turde ikke at tage tilbage men blev etatsråd i 1680 og amtmand over Holbæk Amt i 1683, hvor han i adskillige år forenede bestyrelsen af Ringsted og Sorø Amter. Fra 1692 var han landsdommer på Sjælland og Møn, og indimellem brugte regeringen ham i kommissioner. I 1700 blev han beskikket til medlem af Højesteret.
1703 udnævntes han til gehejmeråd og 1705 til Ridder af Dannebrog. De skånske ejendomme, som han havde arvet, solgte han. På Sjælland ejede han en kort tid Vognserup. Den 29. september 1696 giftede han sig med kansler Peder Reedtz' datter Petra Sophie (15. februar 1675 – 3. januar 1720) til Næsbyholm, Bavelse og Turebyholm. Tage Thott døde på Turebyholm den 23. februar 1707.